# Et nous nous reverrons
Et nous nous reverrons (We'll Meet Again) est un roman policier américain de Mary Higgins Clark paru en 1999.
La traduction française par Anne Damour est publiée la même année à Paris chez Albin Michel.

## Résumé
Accusé du meurtre de Gary, son époux, un médecin de Manhattan, Molly a passé six ans en prison. Lorsqu'elle en sort, la jeune femme avec laquelle Gary avait une liaison est assassinée à son tour...

## Personnages
- Molly Lash, née Molly Carpenter

Issue d'une famille très aisée, elle est très marquée par ses deux fausses couches, alors qu'elle désirait un enfant de toutes ses forces. Elle est âgée de 26 ans lors de sa condamnation à dix ans de prison pour le meurtre de son mari, Gary Lash. Elle obtient une libération conditionnelle cinq ans et demi plus tard.
- Gary Lash

Jeune médecin en apparence "bien sous tous rapports", il épouse Molly Carpenter, sa cadette de dix ans, alors qu'il en a 31. Il est assassiné cinq ans plus tard, assommé par une statuette en bronze dans son bureau, juste après que Molly a découvert sa liaison avec Annamarie Scalli, une infirmière qui travaille à l'hôpital qu'il dirige, l'hôpital Lash. Son père, Jonathan Lash, était lui-même médecin.
- Annamarie Scalli

Infirmière à l'hôpital Lash, elle n'a que 23 ans lorsque, séduite par Gary Lash, elle découvre qu'elle est enceinte de lui. C'est alors que le docteur Lash est assassiné. Elle garde son enfant, un garçon, et le fait adopter. À la suite du procès, elle prend le nom de jeune fille de sa mère et se fait appeler Annamarie Sangelo. Elle est assassinée peu après la remise en liberté conditionnelle de Molly. Elle a une sœur de 16 ans son aînée, Lucy.
- Peter Black

Issu d'une famille ouvrière, il fait des études médiocres de médecine, à la suite desquelles il exerce dans un hôpital peu prestigieux de Chicago. Gary, qui l'avait connu pendant leurs études, lui propose de s'associer à lui et à Calvin Whitehall, pour ouvrir un organisme de soins intégrés. Il est alcoolique.
- Francesca Simmons, dite Fran Simmons

Journaliste d'investigation, elle avait fréquenté Molly Carpenter au lycée (la Cranden Academy) et elles étaient devenues amies. Elles cessent cependant de se fréquenter après le suicide du père de Fran, incapable d'assumer devant la justice les conséquences d'une escroquerie qu'il a commise. Fran et sa mère quittent alors le Connecticut pour la Californie. Seize ans plus tard, lors de la libération de Molly, qu'elle couvre pour la chaîne NAF-TV, Fran a l'idée de lui consacrer une émission de "Crime et Vérité". Au début persuadée de sa culpabilité, comme la plupart des gens, elle se convainc peu à peu de son innocence et s'implique totalement dans son enquête, qui doit permettre de disculper Molly du meurtre de Gary, puis de celui d'Annamarie.
- Calvin Whitehall, dit Cal

Plus âgé que sa femme Jenna, ce puissant et rusé homme d'affaires sans scrupules vient d'une famille pauvre. Il s'occupe de l'aspect financier de l'organisme de soins Lash.
- Jenna Whitehall

Cette jeune avocate d'affaires vient d'une famille d'origine aristocrate, mais ruinée. Elle a fréquenté le même lycée huppé que Molly, qui était devenue sa meilleure amie, et Fran. Contrairement à cette dernière, elle n'a jamais rompu le contact avec Molly et la soutient, depuis son arrestation et son procès, jusqu'à après sa libération conditionnelle.
- Philip Matthews

Brillant avocat âgé de neuf ans de plus que sa cliente Molly, dont il tombe amoureux. S'il est au début convaincu de sa culpabilité, il le devient de moins en moins. Il se bat pour que Molly soit disculpée du meurtre d'Annamarie, voire de Gary.
- Jack Morrow

Médecin qui courtisait Annamarie Scalli avant la liaison de cette dernière avec le docteur Lash. Il est assassiné d'une balle dans la tête deux semaines avant le meurtre de Gary. Sa mort est attribuée à un toxicomane.
- John Daniels

Psychiatre qui avait suivi Molly lors de son procès, et avec lequel elle reprend contact après sa sortie de prison. Elle a toute confiance en lui, bien qu'il croie à sa culpabilité.
- Louis Knox, dit Lou Knox

Chauffeur et factotum de Calvin Whitehall.
- Edna Barry

Femme de ménage des parents de Molly, Ann et Walter Carpenter, elle a connu Molly dès son enfance. Elle entre à son service lorsque la jeune femme s'installe avec son mari dans la maison que lui a léguée sa grand-mère. Veuve, elle a un fils qui a de graves problèmes psychiques, Walter "Wally" Barry.
- Adrian Lowe, alias Adrian Logue

Professeur dans une université de médecine, où il a eu pour élèves Garry et Peter, il s'en fait renvoyer après avoir vigoureusement défendu, dans des revues scientifiques, des théories épistémologiques quelque peu douteuses.
- Tim Mason

Présentateur sportif prometteur pour le Greenwich Times, puis pour NAF-TV. À la fin du roman, la possibilité d'une amitié, voire d'une liaison amoureuse avec Fran Simmons se dessine.
- Gustave Brandt, dit Gus Brandt

Producteur de NAF-TV.
- Natasha Colbert, sa mère Barbara Colbert, et Josephine Gallo

Ces trois femmes sont mortes à l'hôpital Lash, dans des circonstances qui intriguent Fran Simmons, et la poussent à enquêter à ce sujet.